# Tercera línia
La posició de "flanker", tercera línia o "6 o 7" és en Rugbi a 15 la posició entre la davantera i la línia. Un bon flanker ha de dominar les habilitats de placatge, velocitat, agilitat, bona forma física, facilitat en passar la pilota.

## En joc general
Per una bona coordinació de l'equip i aconseguir avantatge sobre el rival, el dos flankers s'han d'agrupar amb el 8 (tercera clau) i mantenir aquest grup durant el joc. Una de les seves funcions principals és la de "netejar" els rucks, que a l'anar amb el grup de 6, 7 i 8, els és molt més fàcil que a altres, ja que són jugadors molt forts i amb la velocitat que van al ruck, fan la seva feina satisfactòriament.

## A la melé

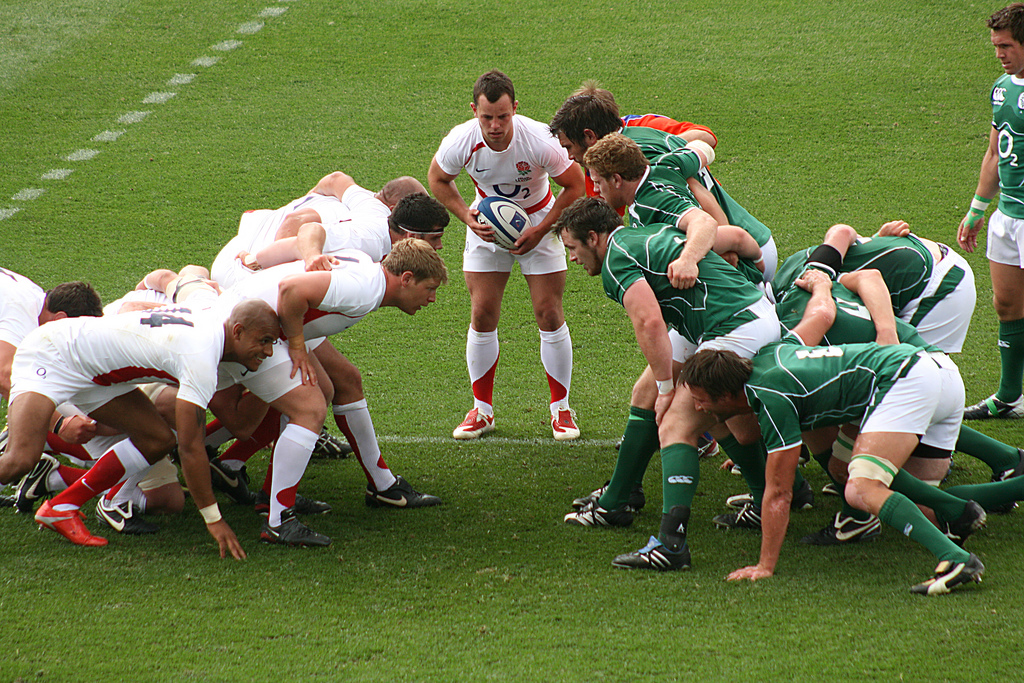
Flankers situats als laterals de la melé.

Els flankers se situen als costats de les segones línies i ajuden a empènyer al pilar cap endavant. Són els encarregats que, quan la pilota surti de l'agrupació a través de la tercera clau contrària o el mitja-melé contrari, pressionar a "sprint" per tal de posar nerviosos als contrincants i aturar al contrincant portador de la pilota, mitjançant un placatje. A part del placatge tenen altres opcions tals com per exemple la formació d'un maul(agrupació).
Els flankers fan menys força a la melé, ja que estan preparats per quan la pilota surti de l'agrupació, pressionar al rival o placar al 8 si és que aquest surt.

## A la touch (fora de banda)

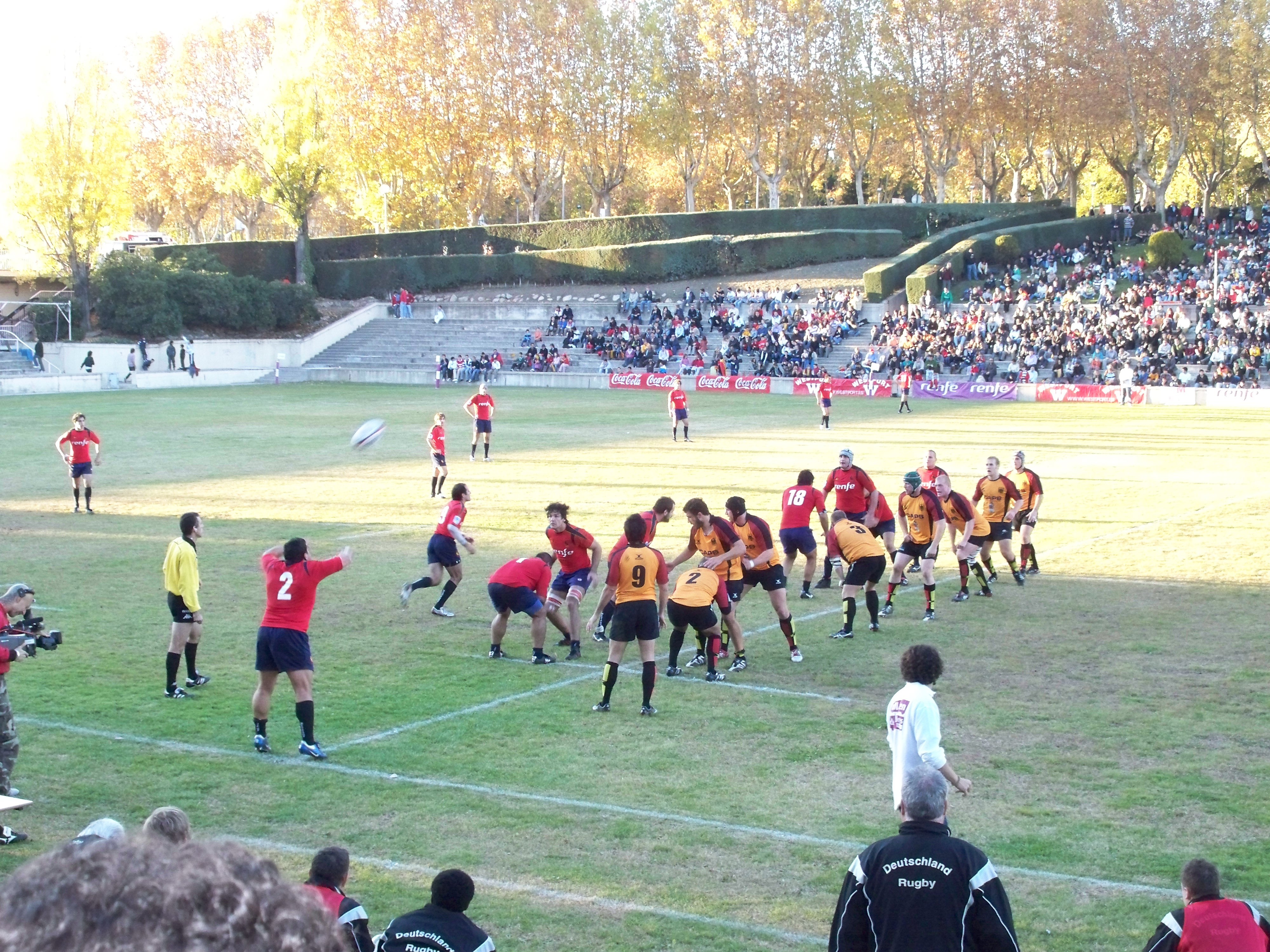
Aquí podem veure un touch, on els flankers juntament amb el 8, estarien al final de la "fila".

Quan la pilota surt de la línia de fora de banda, s'organitza una touch. Els flankers acostumen a situar-se al final d'aquesta agrupació. És així ja que d'aquesta manera poden aprofitar la seva velocitat per tal de pressionar a l'equip contrari. Concretament, pressionen al número 10 (obertura) adversari, que és l'encarregat de rebre la pilota i començar una jugada, però si els flankers l'atrapen, el plaquen, el paren, aconsegueixen que el joc s'aturi i tenen més possibilitats de recuperar la pilota.

## Flankers famosos
- Neil Back (Anglaterra)
- Heinrich Brüssow (Sud-àfrica)
- Kelly Brown (Escòcia)
- Schalk Burger (Sud-àfrica)
- Tom Croft (Anglaterra)
- Rocky Elsom (Australia)
- Stephen Ferris (Irlanda)
- Richard Hill (Anglaterra)
- Dan Lydiate (Gal·les)
- Michael Jones (Nova Zelanda)
- Josh Kronfeld(Nova Zelanda)
- Ian Kirkpatrick (Nova Zelanda)
- Richie McCaw (Nova Zelanda)
- Graham Mourie (Nova Zelanda)
- Sean O'Brien (Irlanda)
- Francois Pienaar (Sud-àfrica)
- David Pocock (Australia)
- Jean Prat (França)
- Jean-Pierre Rives (França)
- Thierry Dusautoir (França)
- Fergus Slattery (Irlanda)
- George Smith (Australia)
- Juan Smith (Sud-àfrica)
- Wavell Wakefield (Anglaterra)
- David Wallace (Irlanda)
- Sam Warburton (Gal·les)
- Theuns Stofberg (Sud-àfrica)
- Chris Robshaw (Anglaterra)